# Hans Stephensen
Hans Stephensen (Johannes Stephanius), född den 12 december 1561 på Lolland, död den 12 februari 1625 i Roskilde, var en dansk professor och skolman.
Stephensen blev student 1579. Efter att i ett par år (1582-84) ha gått Tyge Brahe till handa vid hans astronomiska iakttagelser och beräkningar på Hven har Stephensen rimligtvis rest utomlands och där förvärvat magistergraden. År 1588 blev han rektor vid den kungliga skolan i Sorø, ett ämbete som han utövade med stor duglighet i 9 år. År 1597 utnämndes han till professor i dialektik vid Köpenhamns universitet och äktade den 30 april 1598 Anne, dotter till Själlands biskop Peder Jensen Vinstrup. Som dennes måg blev han, som skrev en god latinsk stil och var en klok man, till inte ringa hjälp vid de skriftliga förrättningarna. Många både ämbetsskrivelser och privata brev, som sändes till olika mottagare i Vinstrups namn, är faktiskt författade av Stephensen. 
Denne, som hörde till Niels Hemmingsens skola, följde i sina föreläsningar över logiken väl närmast det från antiken anvisade spåret, i det att han läste över Melanchthons och Rudolf Agricolas handböcker, men var dock inte oemottaglig för nyare reformförsök på vetenskapens område, vilket bland annat framgår av, att han 1598 inbjöd studenterna till disputationer över den ramistiska logiken. Då han till följd av sin ämbetsställning också skulle hålla några teologiska föreläsningar, gjorde han det lätt för sig, i det att han av rektorn i Roskilde lånade dennes avlidne fars, professor Anders Lauridsens teologiska föreläsningshäften. År 1607 valdes Stephensen till universitetets rektor; men innan hans mandatperiod hade gått till ända, kallades han 1608 till föreståndare för Sorø skola och gods. Han styrde stiftelsen med kraft och myndighet, men gjorde sig näppeligen särskilt omtyckt, då han förde en skarp tillsyn över skolans lärare. Då han var en kunnig musikvän, lade han stor vikt vid undervisningen i detta ämne.
Efter att Kristian IV hade bestämt sig för att upprätta en adelsakademi i Sorø och för det ändamålet lade Maribo klosters egendomar därtill, fick Stephensen från 1621 mycket att göra med övertagandet av klostrets gods och byggnader. År 1623 genomfördes själva upprättandet av Sorø Akademi, i spetsen för vilken en adlig hovmästare ställdes. Därvid blev den tidigare föreståndarposten indragen, och Stephensen fick kanonikat i Ribe och Roskilde som kompensation; tillika tilldelades han den vid Lyskanders död lediga posten som historiograf 1624. Han dog emellertid redan året därpå på sistnämnda ort, där han hade tagit sin boning efter sitt avsked från Sorø. I trycket har han blott utgivit några logiska Theses; men i handskrift efterlämnade han, förutom en märklig förklaring om avskaffandet av exorcismen vid dopet, åtskilliga goda bidrag til Sorø klosters och till universitetets historia. Hans anteckningar till Saxos historia kom senare hans duglige och begåvade son Stephen Hansen Stephanius till godo. Efter sin ovannämnda hustrus död (1602) hade Stephensen 1604 äktat Sidsel, dotter till Søren Andersen, handelsman i Köpenhamn.